# Ferdynand Maria Bawarski
Ferdynand Maria Wittelsbach (ur. 31 października 1636 Monachium, zm. 26 maja 1679 Oberschleißheim) – elektor Bawarii w latach 1651–1679.

## Życiorys
Syn pierwszego elektora Bawarii Maksymiliana I i jego drugiej żony arcyksiężniczki austriackiej Marii Anny Habsburżanki. Jego dziadkami byli: Wilhelm V i Renata Lotaryńska oraz cesarz Ferdynand II Habsburg i Maria Anna Wittelsbach.
Po śmierci ojca w 1651 został elektorem Bawarii, jednak ze względu na młody wiek regencję sprawowali matka Maria Anna Habsburg oraz wuj Albert Wittelsbach. Uroczysta koronacja odbyła się 31 października 1654 roku. Ferdynand wprowadził w Bawarii rządy absolutyzmu, na którym wzorowały się pozostałe kraje niemieckie. Mimo poparcia Francji, w 1657 nie ubiegał się o koronę cesarską. Również dzięki swojej polityce względem Francji udało mu się utrzymać w Bawarii pokój. Dzięki wprowadzeniu zasad merkantylizmu Bawaria znacznie szybciej od innych krajów niemieckich podźwignęła się pod względem gospodarczym po zniszczeniach wojny trzydziestoletniej
25 czerwca 1652 w Monachium poślubił księżniczkę Henriettę Adelajdę Sabaudzką, córkę Wiktora Amadeusza I, księcia Sabaudii i Krystyny Marii Burbon. Małżeństwo doczekało się ośmiorga dzieci, z  których jedno przyszło na świat martwe:
- Maria Anna (1660–1690), żona Ludwika Burbona, delfina Francji
- Maksymilian II Emanuel (1662–1726), elektor Bawarii
- Ludwika Małgorzata (1663–1665), księżniczka Bawarii
- Ludwik Amadeusz (1665), książę Bawarii
- Kajetan Maria (1670–1670), książę Bawarii
- Józef Klemens (1671–1723), elektor i arcybiskup Kolonii
- Wioletta Beatrycze (1673–1731), żona Ferdynanda (III) Medyceusza